# Pietro Bonanno
Pietro Bonanno (Palermo, 16 dicembre 1863 – Palermo, 12 febbraio 1905) è stato un politico italiano.

## Biografia
Laureato in legge, fu deputato del Regno per cinque legislature, dal 1892 al 1905.
Ricoprì molte volte cariche politiche locali e nazionali: tra le varie, venne scelto più volte come assessore ai lavori pubblici e ottenne la carica di prosindaco della città di Palermo dal 28 dicembre 1903 fino all'11 febbraio 1905, giorno prima della sua morte.
Tra le opere pubbliche a lui attribuite a Palermo, troviamo il risanamento di alcuni rioni storici, quali: Conceria, Stazzone, Itria, S.Antonino; il completamento del teatro Massimo; il completamento della via Roma; la costruzione del primo ospedale moderno; l'apertura di lidi per i meno abbienti; la strada carrabile con 12 tornanti, lastricati in sampietrini di porfido, verso il santuario di Santa Rosalia sul Monte Pellegrino (nel 1904 iniziò i lavori come pro-sindaco); la creazione della villa a lui dedicata dopo la morte. È sepolto nel Cimitero di Santa Maria dei Rotoli. Era fratello della nonna paterna di Giovanni Falcone.